# Wanda Renik
Wanda Zofia Renik, także Wanda Renikowa, Wanda Janowska (ur. 1925, zm. 15 grudnia 2011) − polska teatrolożka, pedagog teatru, wykładowczyni łódzkiej Szkoły Filmowej.
Wieloletnia wykładowczyni Wydziału Aktorskiego Państwowej Wyższej Szkoły Filmowej, Telewizyjnej i Teatralnej im. Leona Schillera w Łodzi, gdzie była promotorką prac dyplomowych m.in. Leszka Piotra Skiby i Cezarego Pazury. W pracy naukowej zajmowała się pedagogiką teatru oraz twórczością Marii Konopnickiej, Gabrieli Zapolskiej i Elizy Orzeszkowej. Była czynnym członkiem warszawskiego Stowarzyszenia Grodnian im. Elizy Orzeszkowej, z ramienia którego współorganizowała wystawę "Grodno i Wołkowysk w II Rzeczypospolitej" w Muzeum Zamkowym w Kwidzynie (2002).
Odznaczona Srebrnym Krzyżem Zasługi (1955).
Zmarła 15 grudnia 2011 roku i została pochowana na Cmentarzu Doły w Łodzi.